# Royan
Royan is een gemeente in het Franse departement Charente-Maritime (regio Nouvelle-Aquitaine). De plaats maakt deel uit van het arrondissement Rochefort. De gemeente telde 19.322 inwoners op 1 januari 2022. Qua inwoners is het de op drie na grootste gemeente van het departement, na La Rochelle, Saintes en Rochefort.

## Geschiedenis
In de middeleeuwen had Royan twee kerken. Saint-Nicolas in de versterkte stad en Saint-Pierre daarbuiten. Royan was gelegen aan een secundaire pelgrimsroute naar Santiago de Compostella. In de 14e eeuw kwam er een priorij naast de Saint-Pierrekerk, maar dit klooster werd afgebrand en vernield aan het einde van de 16e eeuw tijdens de hugenotenoorlogen. Hierbij brandde ook het schip van de kerk af. In 1622 werd de versterkte stad Royan, in handen van de protestanten, ingenomen door het leger van koning Lodewijk XIII van Frankrijk.
In de 16e eeuw werd een eerste pier gebouwd in de haven van Royan en konden schepen er aanmeren. Tot dan werden de kleine vissersboten op het strand getrokken. Grotere schepen moesten op de rivier voor anker blijven.

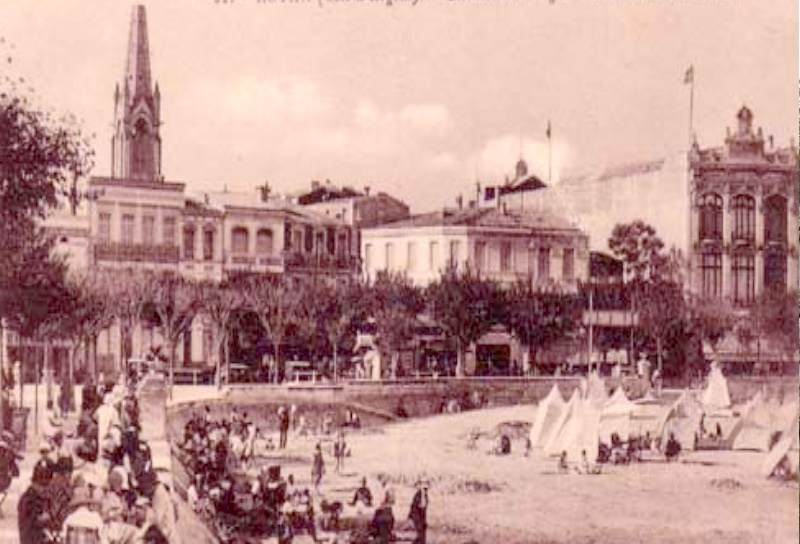
Royan in 1928

In 1875 kwam er een visveiling in Royan. In de 19e eeuw ontwikkelde de gemeente zich als mondaine badplaats. Vanaf 1845 ontwikkelde Jean Lacaze de wijk Pontaillac. Het toerisme ontwikkelde zich verder na de komst van de spoorweg aan het einde van de 19e eeuw. De burgerij uit Bordeaux maar ook uit de regio Parijs vierde hier vakantie.
Bij het begin van de Tweede Wereldoorlog werd de stad bezet door de Duitsers. Zij bouwden bunkers om de ingang van de Gironde te bewaken. Ook nadat het grootste deel van Frankrijk was bevrijd, bleef de zogenaamde Poche de Royan tot 1945 bezet door Duitse troepen. Bij een Britse luchtaanval op 5 januari 1945 werd de door een klein aantal Duitse soldaten bezette stad haast volledig vernield. Bij deze luchtaanval kwamen meer Franse burgers om dan Duitsers. Enkele weken voor de Duitse capitulatie, in april 1945, werd de stad door de Amerikaanse luchtmacht aangevallen met brandbommen (napalm). Hierbij werd de stad totaal vernietigd en kwamen 1.700 burgers om. 
In 1992 werd de haven uitgebreid. 

## Geografie
De oppervlakte van Royan bedroeg op 1 januari 2022 19,3 vierkante kilometer; de bevolkingsdichtheid was toen 1.001,1 inwoners per km².
De stad ligt aan de Gironde, de breedste riviermonding van Europa. 
De onderstaande kaart toont de ligging van Royan met de belangrijkste infrastructuur en aangrenzende gemeenten.

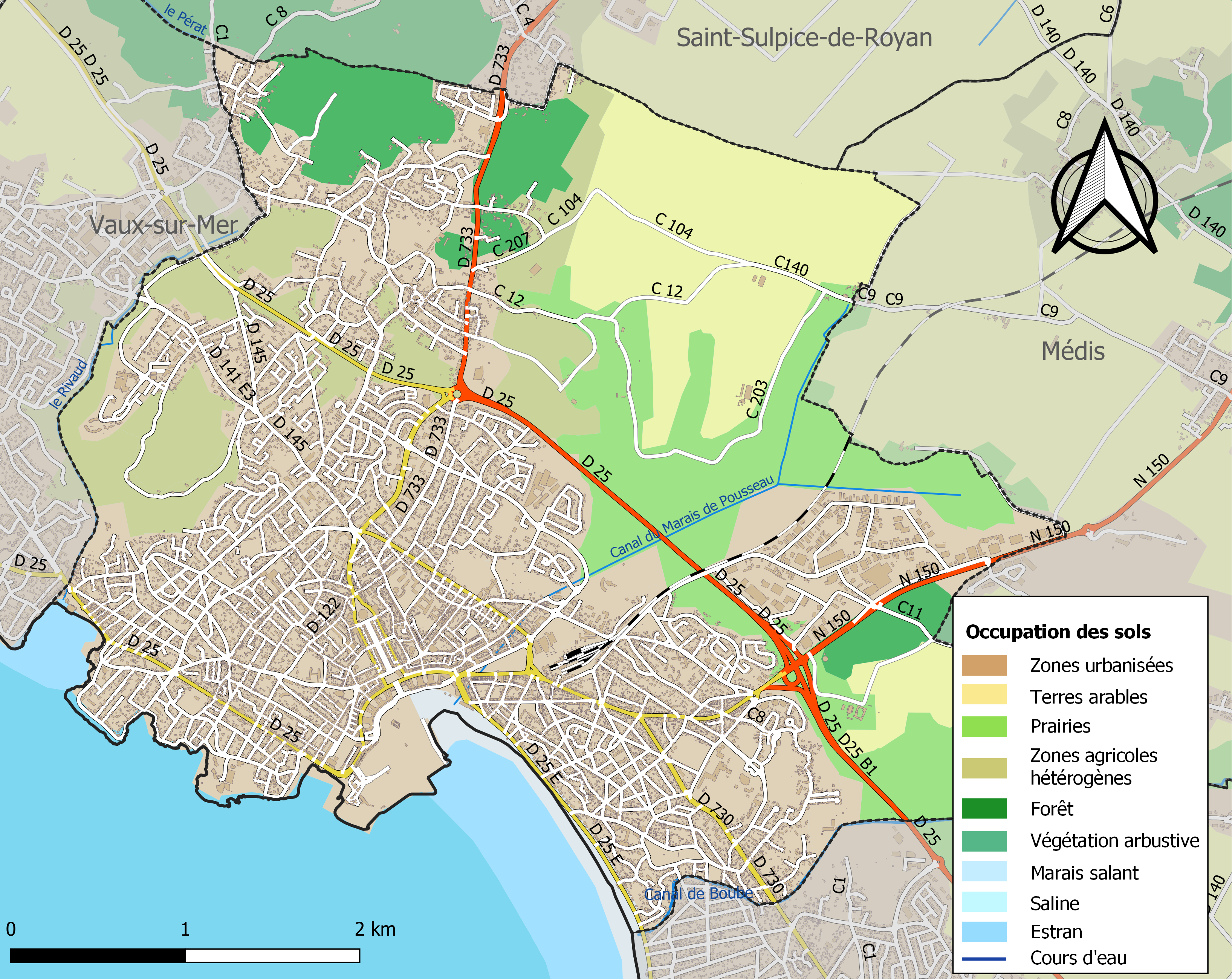

## Verkeer en vervoer
In de gemeente ligt spoorwegstation Royan.

### Veerdienst
Vanuit de haven wordt een veerbootverbinding op Le Verdon-sur-Mer aan de overzijde van de Gironde onderhouden.

## Demografie
Onderstaande figuur toont het verloop van het inwonertal (bron: INSEE-tellingen).

## Bezienswaardigheden
Royan heeft een marina en een vissershaven (zie haven van Royan). Verder heeft de gemeente vijf grote stranden en verschillende baaitjes. Het zandstrand La Grande Conche is twee kilometer lang en strekt zich uit van de jachthaven in het noordwesten tot het Pointe de Vallières in het zuidoosten.
Royan is aan het eind van de Tweede Wereldoorlog zwaar gebombardeerd. De stad werd hierbij voor circa 85% verwoest; enkel de wijken Le Parc en Pontaillac bleven gespaard. Van de 4000 villa's voor de oorlog bleven er ongeveer 250 gespaard. Vlak na de oorlog is de heropbouw begonnen onder leiding van Claude Ferret. Dit heeft ervoor gezorgd dat de aanblik van Royan eenvormig en modern is. De Onze-Lieve-Vrouwekerk van Royan (Notre-Dame) getuigt hiervan, een kerk van gewapend beton die de vorm heeft van een schip. De villawijk Foncillon ten westen van het centrum bevat 350 villa's uit de jaren 1950.
Tot de 21e eeuw was er weinig waardering voor deze naoorlogse architectuur en sommige gebouwen werden afgebroken (bijvoorbeeld het Casino de Ferret, afgebroken in 1985) of met weinig respect voor het originele ontwerp verbouwd (postgebouw en congrespaleis). Verschillende naoorlogse gebouwen zijn ondertussen beschermd als historisch monument: de Onze-Lieve-Vrouwekerk, de protestantse kerk, het congrespaleis, de markthal, villa's Hélianthe Ombre Blanche, residentie Foncillon.
De Saint-Pierrekerk is het oudste monument van de gemeente. Deze laat-romaanse kerk werd voor het eerst vermeld aan het einde van de 11e eeuw en de huidige kerk werd gebouwd aan het einde van de 12 en het begin van de 13e eeuw. In de 18e eeuw werd de kerktoren verhoogd en wit geverfd om te dienen als herkenningspunt voor schepen. De kerk werd zwaar beschadigd in 1945 maar werd in oorspronkelijke staat hersteld.

### Afbeeldingen

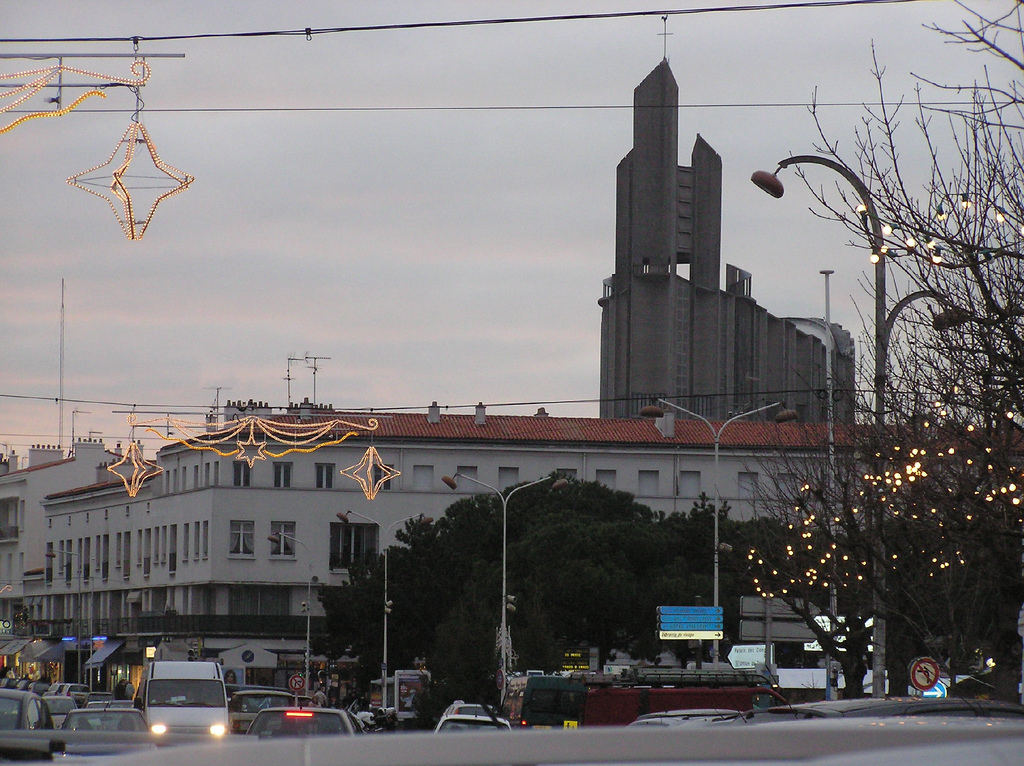
Notre-Dame
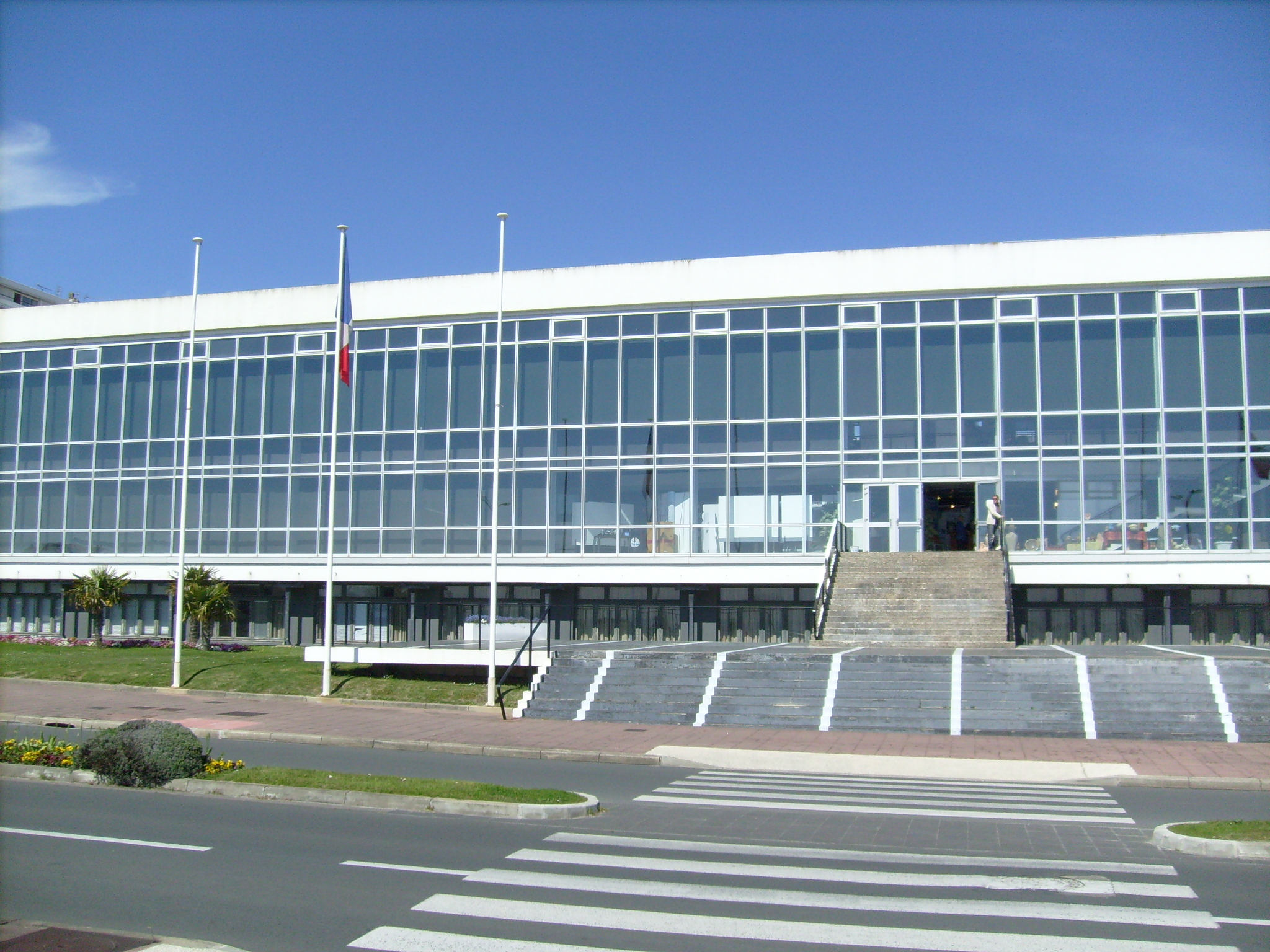
Congrespaleis
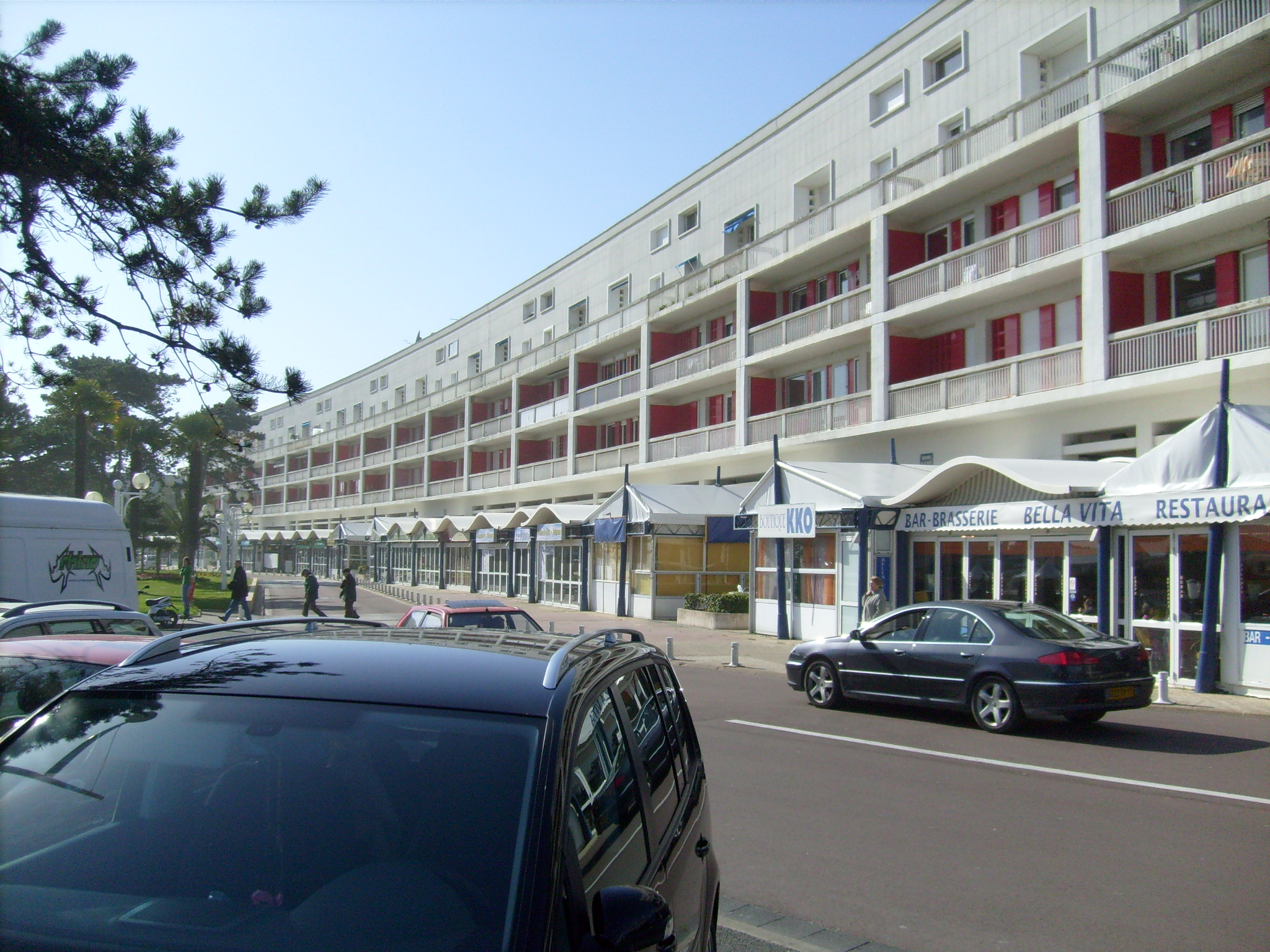
Zeedijk van Royan
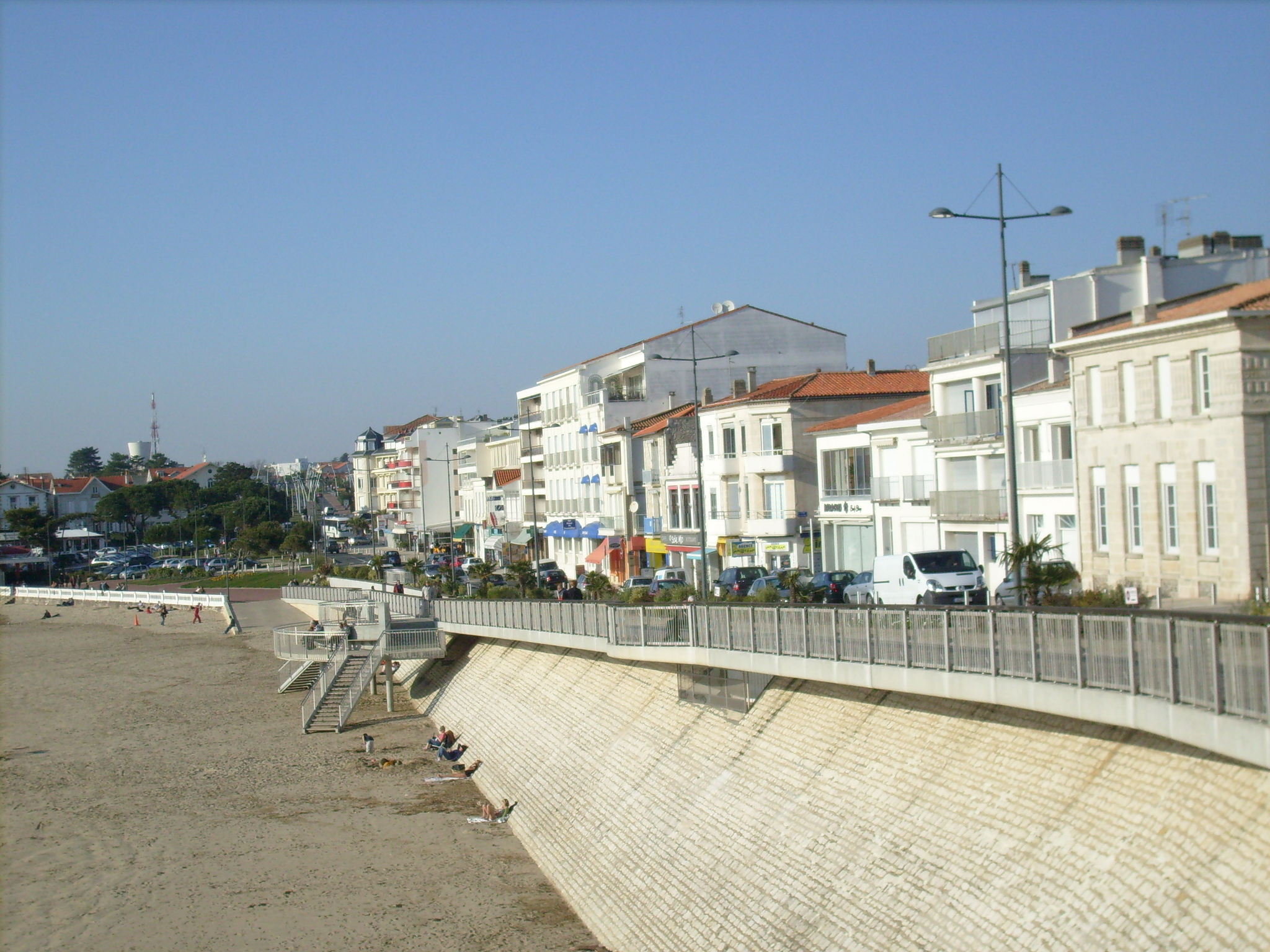
Zeedijk van Pontaillac
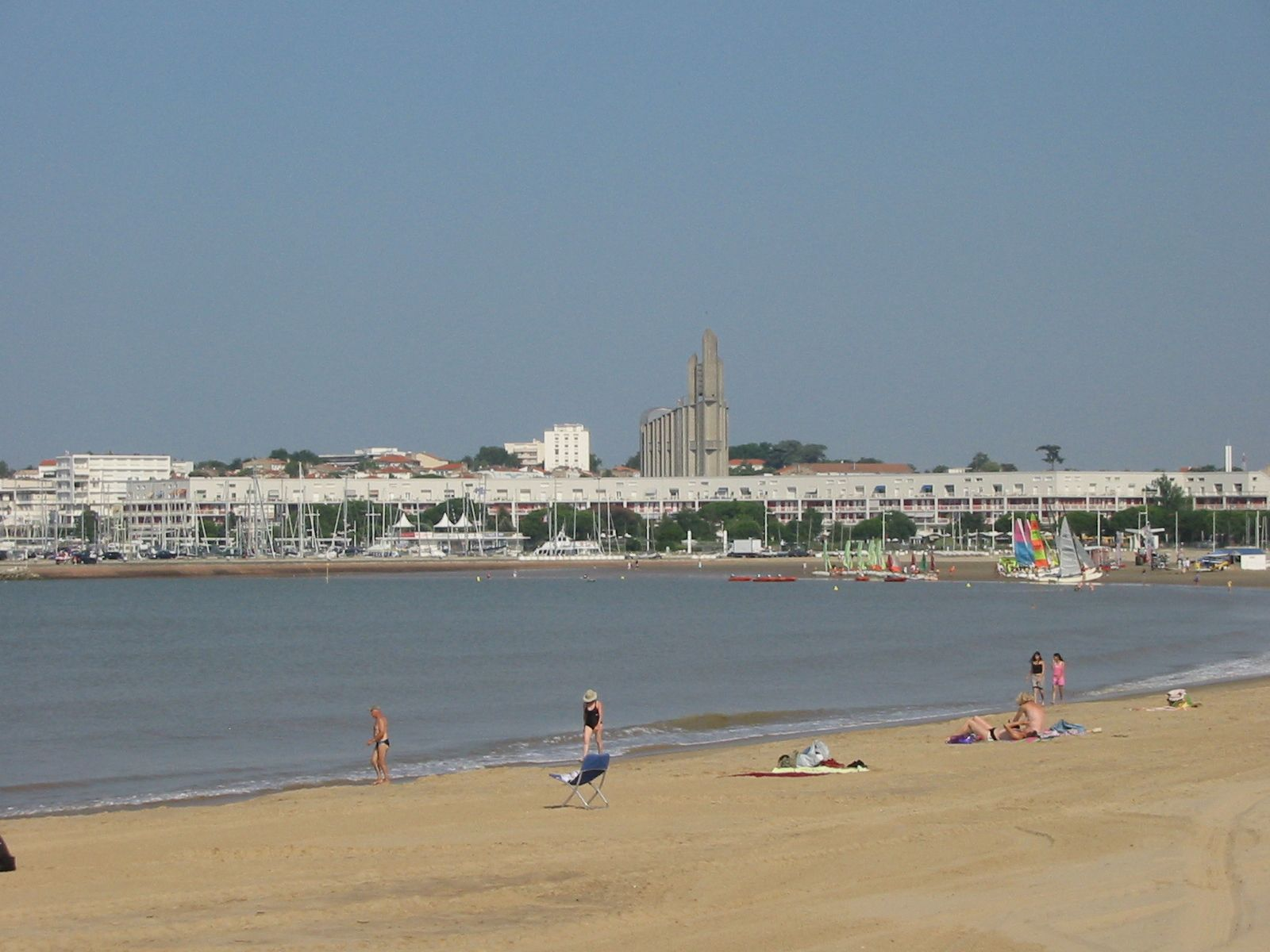
Strand
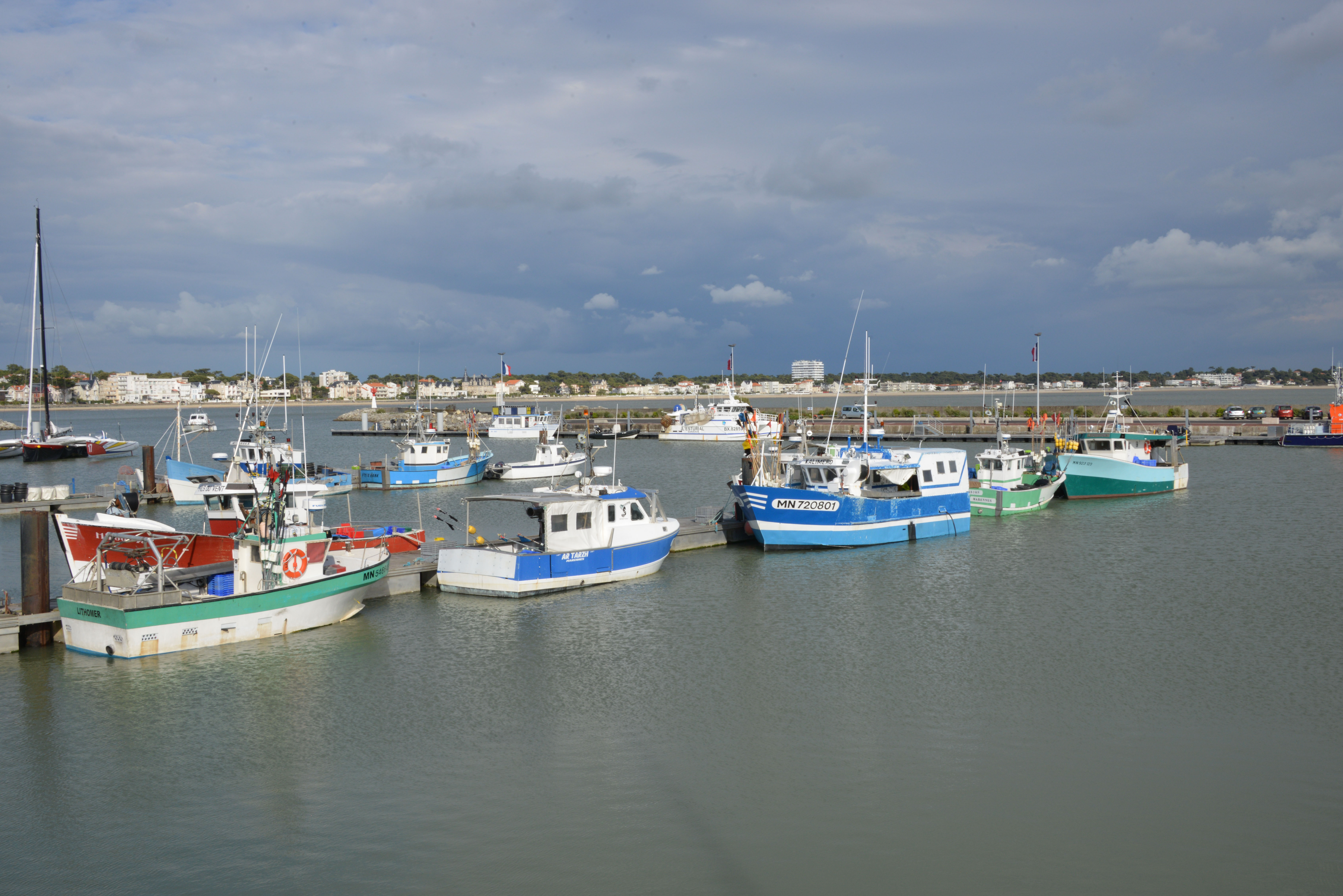
Vissershaven
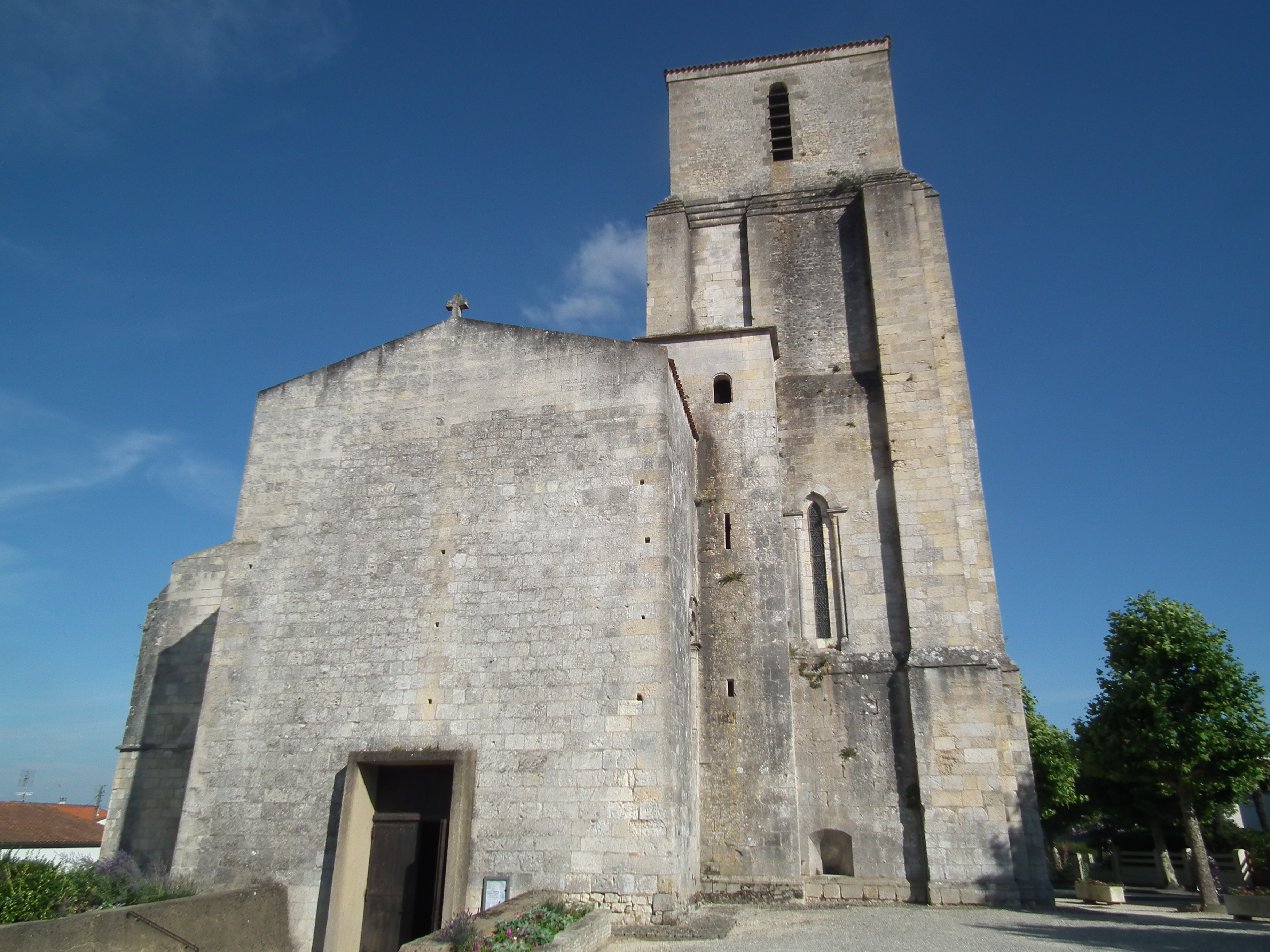
Saint-Pierrekerk
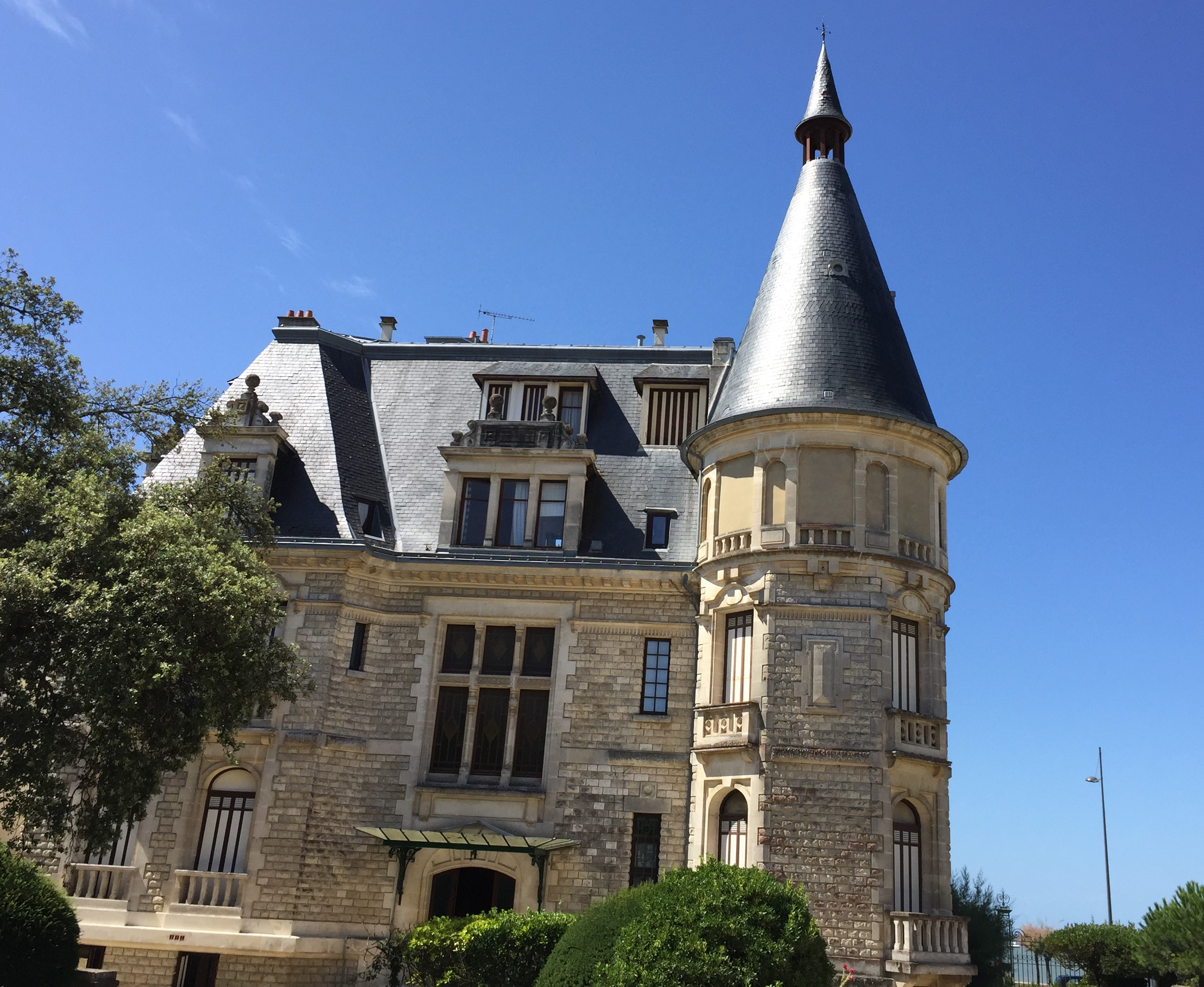
Villa Aigue Marine

## Sport
Royan was zeven keer etappeplaats in de wielerkoers Ronde van Frankrijk. De Fransman Cyrille Guimard was in 1972 de voorlopig laatste ritwinnaar in Royan.

## Bekende inwoners

### Geboren
- Pierre Dugua (1558-1628), koopman, ontdekkingsreiziger en kolonisator

### Overleden
- Albert Roussel (1869-1937), componist